# Stanisława Marciniak-Gowarzewska
Stanisława Marciniak-Gowarzewska (ur. 1 stycznia 1931 w Tarnopolu, zm. 14 lub 15 lub 16 listopada 2006 w Katowicach) – polska śpiewaczka operowa (sopran) i pedagog.

## Życiorys
Absolwentka Państwowej Wyższej Szkoły Muzycznej w Katowicach (1960, klasy śpiewu prof. Adrianny Lenczewskiej, a następnie prof. Wandy Łozińskiej). Solistka Opery Śląskiej (1964–1986). W 1971 rozpoczęła pracę pedagogiczną w Państwowej Szkole Muzycznej w Zabrzu, a w 1973 została wykładowcą w Państwowej Wyższej Szkole Muzycznej w Katowicach. Jej wychowankami w klasie śpiewu byli m.in. Barbara Dobrzańska, Czesław Gałka, Beata Raszkiewicz i Jolanta Wrożyna. Profesor sztuk muzycznych (1994). Wyróżniano ją Krzyżem Kawalerskim Orderu Odrodzenia Polski (1985).

## Wybrane partie operowe[4]
- Abigaile (Nabucco, G. Verdi)
- Halka (Halka, S. Moniuszko)
- Madame Butterfly (Madame Butterfly, G. Puccini)
- Norma (Norma, V. Bellini)
- Roksana (Król Roger, K. Szymanowski)
- Turandot (Turandot, G. Puccini)

## Nagrody[4]
- 1960: V Ogólnopolski Konkurs Śpiewaczy, Katowice – I nagroda
- 1961: Concurs International de Bel Canto, Liege – Grand Prix